# União Internacional de Biatlo
União Internacional de Biatlo (em inglês:  International Biathlon Union, IBU) é a organização reguladora ao nível internacional do desporto de biatlo.
Foi criada em 1993 através da divisão da UIPMB, União Internacional de Pentatlo Moderno e Biatlo em duas partes: A União Internacional de Pentatlo Moderno e a IBU. Foram formalmente separadas em 1998. A UIPM foi fundada em 1948 e e passou para o nome UIPMB (B de biatlo) em 1956. A IBU está sediada em Salzburgo, na Áustria.

## Membros de países lusófonos
- Confederação Brasileira de Desportos na Neve
- Federação Portuguesa do Pentatlo Moderno